# Visoko funkcionalni autizam
Visoko funkcionalni autizam (engl. HFA) je neformalni termin upotrebljavan za osobe s autizmom, kvocijentom inteligencije od 80 ili iznad, kod kojih postoji donekle više ili manje sposobnost govora, čitanja i pisanja. Zbog većih govornih vještina, često se zamijeni s Aspergerovim sindromom. Kod interakcije i druženja prisutna je klasična suzdržanost, jedna od glavnih odlika autizma.